# BW284C51
BW284C51是一种季铵盐，其中苯基烯丙基二甲基铵的分子结构依3-戊酮的1,5-端连接，它是一种选择性乙酰胆碱酯酶抑制剂，可以抑制无血清诱导凋亡。它也是一种烟碱拮抗剂。